# Bleury
Bleury település Franciaországban, Eure-et-Loir megyében. Lakosainak száma 506 fő (2009. január 1.). Bleury Saint-Symphorien-le-Château községgel határos.

## Népesség
A település népességének változása:
| Lakosok száma | 164  | 176  | 270  | 395  | 422  | 452  | 506  |
|               | 1968 | 1975 | 1982 | 1990 | 1999 | 2006 | 2009 |